# Enciclopedia Română
Enciclopedia Română, în trei volume, publicată de către ASTRA, este prima enciclopedie în limba română. 
În ședinta societății ASTRA din 7 februarie 1895, s-a decis a publica o „Enciclopedie Română” și a însărcinat pe membrul și prim-secretarul său, Dr. Corneliu Diaconovich, cu conducerea acestei lucrări. La redactarea acestei opere monumentale au fost cooptate importante figuri ale vremii, savanți, istorici, jurnaliști, literați, printre care s-au numărat: Grigore Antipa, Victor Babeș, Léo Bachelin, Valeriu Braniște, Partenie Cosma, George Dima, Ovid Densusianu, Ionescu-Caion, George Lahovary, Titu Maiorescu, Ludovic Mrazec, Constantin Rădulescu-Motru, Dimitrie Onciul, Theodor Speranția, Alexandru Sutzu, Nicolae Teclu, Alexandru D. Xenopol.
Cele trei volume ale lucrării au apărut la editura "W. Kraft" din Sibiu, astfel :
- volumul I, cu 936 pagini, cuprinzând 10.401 articole (de la A la Copenhaga) cu 9 hărți, planuri și anexe și 111 ilustrații în text, a apărut în 1898.
- volumul II, cu 947 pagini, cuprinzând 8.402 articole (de la Copepode la Keman) cu o hartă, 2 anexe și 20 ilustrații în text, a apărut în 1900.
- volumul III, cu 1.276 pagini, cuprinzând 18.819 articole (de la Kemet la Zymotic) cu 2 hărți, 2 anexe și 16 ilustrații  în text, a apărut în 1904.[2]